# Magazzini Duilio 48

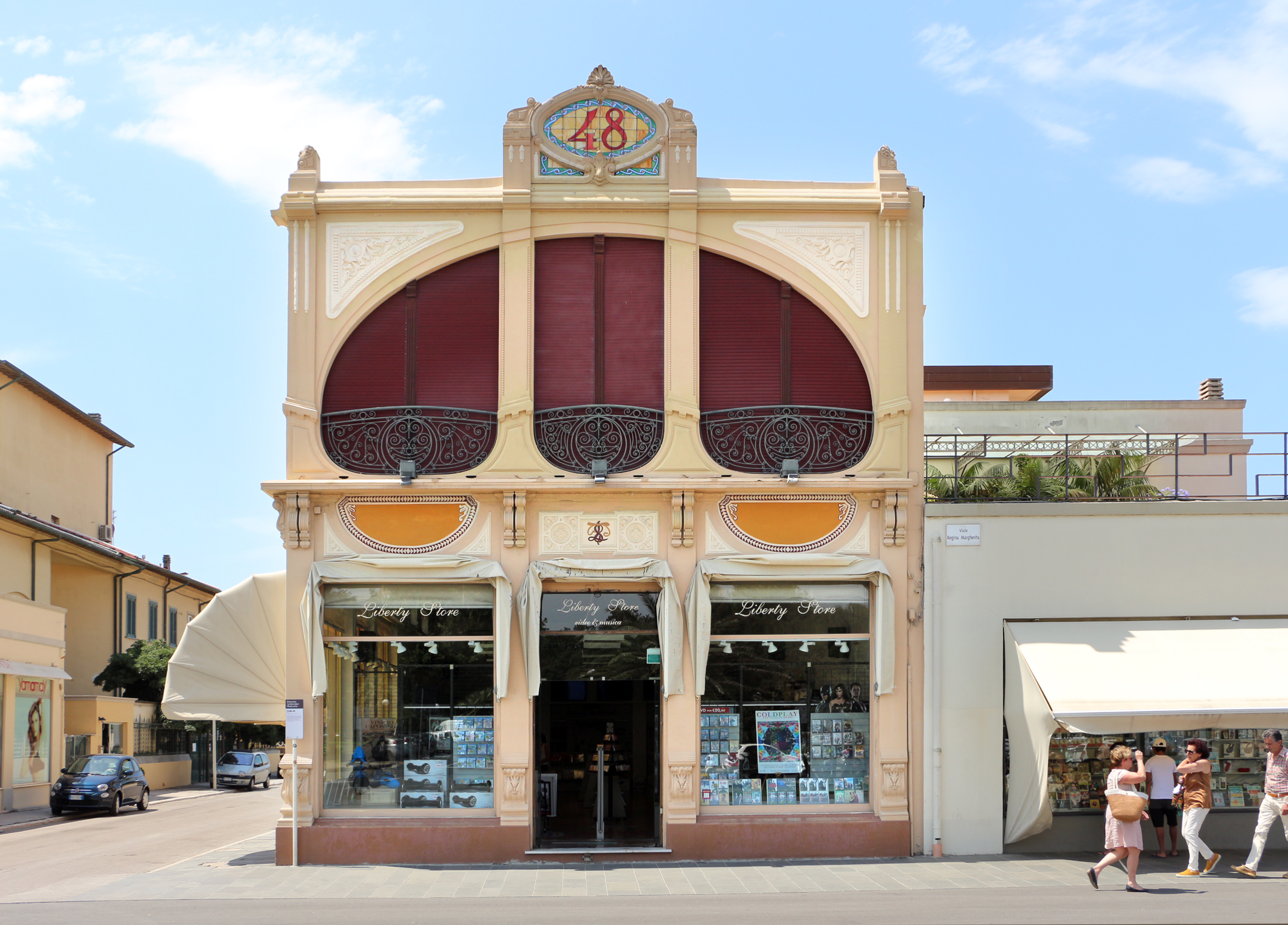
Magazzini Duilio 48

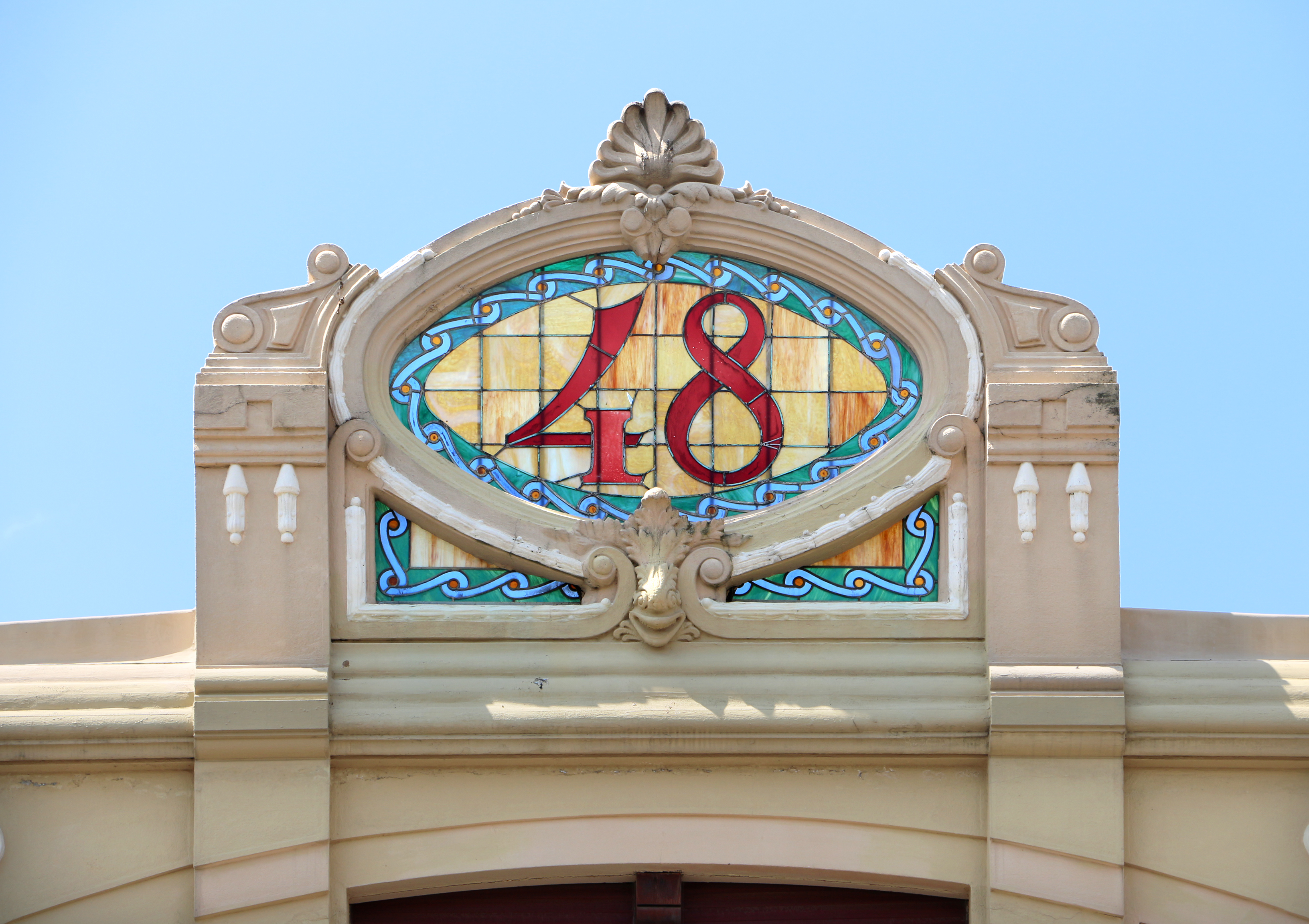
Dettaglio

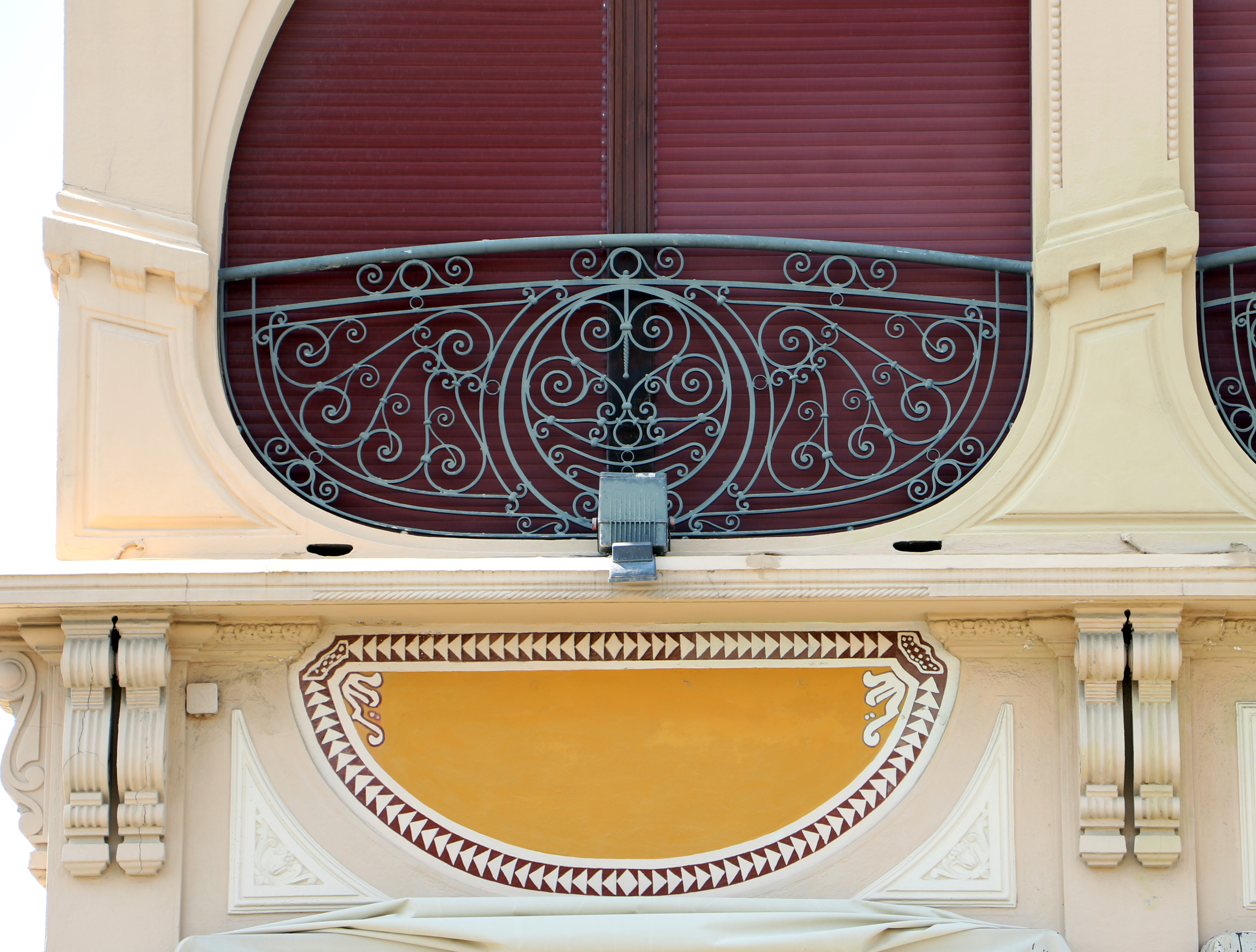
Grata

I Magazzini Duilio 48 sono un edificio commerciale situato in Viale regina Margherita 25 a Viareggio.
Il Bazar Duilio 48 rappresenta, insieme con il Caffè Margherita, il Bagno Balena, e alcuni altri edifici, uno degli esempi più significativi e rappresentativi dell'architettura viareggina degli anni venti.

## Storia

### Progettazione
L'edificio viene realizzato tra il 1927 e il 1930 in seguito alla ristrutturazione urbanistica della zona balneare necessaria dopo il devastante incendio che colpisce Viareggio del 1917, distruggendo numerose costruzioni e stabilimenti balneari realizzati in legno nei primi anni del ventesimo secolo. 
Le costruzioni lignee rimaste vengono demolite per dare spazio a quelle nuove in muratura, decise dalla Commissione governativa istituita nel 1924 della quale fanno parte anche gli architetti Alfredo Belluomini, Ugo Giusti e il pittore e decoratore Galileo Chini.
Il nome del progettista è però rimasto sino ad ora ignoto, stante la mancanza di indicazione del progettista in molte delle pratiche edilizie presentate in quel tempo, recanti sui disegni solo la firma del proprietario o del costruttore dell'opera.

### L'attività commerciale - Giuseppe Siebzehner
I Magazzini Duilio 48 di Viareggio erano una delle filiali (assieme a quella di Montecatini) dell'"Emporio Duilio 48", fondato a Firenze (nello stabile dell'attuale COIN, in Via de' Calzaiuoli) nel 1902. L'ideatore della struttura commerciale e della formula "tutto a 48 centesimi" fu Joseph (in italiano Giuseppe) Siebzehner (nato a Vienna il 2 settembre 1863 morto nel tragitto Milano-Auschwitz nel treno partito il 29 gennaio 1944 dal binario 21), commerciante di famiglia polacca, originaria di Kańczuga (sud-est della Polonia), sposato con Amalia Koretz (nata a Plzeň il 15 marzo 1871 e morta ad Auschwitz), figlia di Ferdinando. Il Siebzehner, già attivo nel commercio a Vienna a fine 1800, rilevò l'attività commerciale denominata "Grande Emporio Duilio" e fondata a Firenze nel 1888 dai fratelli Papalini, che a loro volta avevano rilevato il rinomato "Bazar Bonajuti", fondato nello stesso stabile nel 1834 dall'architetto (figlio di mercante) Telemaco Bonajuti. L'ampliamento della sede fiorentina nel 1907 dette inizio al nuovo nome "Emporio Duilio 48". A questa presto si affiancarono le due sedi di Montecatini e di Viareggio; quest'ultima inizialmente si trovava in un banco dove oggi sorge il rinomato negozio di scarpe "Gabrielli", accanto ai Magazzini 48. Sembra poi che dal 1911 fossero presenti a Bologna due punti vendita, sempre a nome Emporio Duilio. 
È infine doveroso dire che Giuseppe Siebzehner fu un commerciante all'avanguardia, forse quello che, all'epoca, precorse maggiormente i tempi in Italia. 
Dall'archivio di famiglia infatti (posseduto oggi dal Conte Federico di Valvasone e dall'ultimo discendente, Riccardo Francalancia Vivanti Siebzehner) è emerso che Giuseppe, già alla fine dell'800 avesse ben due contratti di esclusiva. Uno con un produttore comasco di festoni, lumi di carta e addobbi per le feste. L'altro, ancora più importante, venne stipulato a Bologna col grande fabbro artigiano Giordani che costruiva tricicli per bambini, carrozzine e biciclette e che poi divenne una famosa azienda produttrice proprio di queste ultime, soprattutto nel dopoguerra.
Ancor più all'avanguardia Giuseppe lo fu a cavallo tra le due guerre, quando dette vita al primo catalogo prodotti con vendita per corrispondenza, precursore dell'odierno “Postal Market”.
L'attività in seguito passò nelle mani dei figli di Giuseppe: Giorgio Vivanti Siebzehner (nato a Firenze il 24 settembre 1895 e morto a Firenze il 2 maggio 1952), avvocato ed autore del "Dizionario della Divina Commedia" e suo fratello Federico (nato a Firenze il 15 giugno 1900 e morto a Firenze il 16 maggio 1978), ingegnere elettronico che fu tra i primi in Italia a condurre esperimenti approfonditi sulle resistenze ceramiche presso la Soc. Ceramica Italiana - Verbano, tanto da meritarsi l'onorificenza di Cavaliere al Merito della Repubblica Italiana nel 1956.
Col tempo subentrarono nella proprietà gli eredi Francalancia Vivanti Siebzehner, di Valvasone e Bemporad, fino alla cessione dell'attività commerciale alla COIN nel 1988.
L'edificio viareggino venne invece ceduto negli anni '90 alla famiglia Fontana, che in seguito vi aprirà il "Liberty Store", uno dei più rinomati negozi di dischi e videogiochi della città

## Descrizione
L'edificio, di due piani fuori terra, conserva tutt'oggi la destinazione d'uso del tempo, dove al piano terreno si trova il negozio e a quello superiore l'abitazione con accesso dalla scala di servizio originaria posta sul retro.
Planimetricamente di forma rettangolare, ha subito in epoche recenti un piccolo ampliamento, sul retro, adiacente alla scala che conduce al piano superiore, adibito a locale di servizio.
Internamente l'edificio ha subito diversi cambiamenti, soprattutto nella disposizione planimetrica, nelle decorazioni e nella distribuzione funzionale, mentre esternamente i prospetti stradali risultano ben conservati rispetto ai disegni originali, a parte la sostituzione degli infissi delle vetrine del negozio al piano terreno attualmente in metallo.
I due prospetti, uno sul viale Margherita e l'altro su via Fregoli, sono caratterizzati da una scansione di pilastri che determinano otto campate sul lato sud, di cui cinque tamponate in muratura intonacata e tre aperte come vetrine espositive e tre campate sul lato est, di cui quella centrale è l'ingresso.
Il fabbricato è caratterizzato da una soluzione d'angolo, dove sono collocate al primo piano due grandi finestre di forma curvilinea suddivisa in tre parti dai pilastri che partono dal sottostante basamento; le belle finestrature sono arricchite dalle ringhiere in ferro battuto di notevole fattura poste come parapetto, mentre sotto una cornice orizzontale marcapiano sostenuta da mensole lavorate segna la separazione tra i piani.
Nella parte terminale della costruzione, in asse alle due grandi finestre d'angolo vi sono collocate due insegne a forma di ovoli in vetri colorati.